# Prinsessan Daisy
Den här artikeln handlar om den fiktiva figuren som förekommer i Mario-spelen. För kung Gustav VI Adolfs första hustru kallad Daisy, se Margareta av Connaught.
Prinsessan Daisy (japanska:デイジー姫, Deijī-Hime) är prinsessa i Sarasaland i Mario-spelen även om hon bor i Mushroom Kingdom. Daisy sågs för första gången i Super Mario Land (1989) till Game Boy och första gången man kunde spela som henne i huvudserien var i Super Mario Bros. Wonder (2023). Hon är god vän med Prinsessan Peach av Mushroom Kingdom, Mario och Luigi. Daisy skapades av Gunpei Yokoi.

## Utseende
Hon har brunt, (i vissa spel rödbrunt) hår, en gul och orange klänning (ibland även en gul och vit), oranga skor och turkosa örhängen (ibland blåa).